# Spektar autizma
Spektar autističnih poremećaja (engl. ASD), ili i stanja autističnih poremećaja (engl. ASC), ili jednostavno spektar autizma, što je zapravo spektar psiholoških stanja karakteriziran velikim rasponom abnormalnosti kod socijalne interakcije i komunikacije, kao ograničeni interesi i ponavljajuće (repetitivno) ponašanje.
Autizam je jedan od četiri poremećaja iz spektra autizma. Ostala tri su: Aspergerov sindrom (najsličniji autizmu po znakovima i uzroku), dječji dezintegrativni poremećaj dijeli nekoliko zajedničkih znakova s autizmom ali može imati različite uzroke, i pervazivni razvojni poremećaj ne drugačije određen se dijagnosticira kada nema dovoljno kriterija za točnije određeni poremećaj.
Za razliku od autizma, kod Aspergerova sindroma nema zastoja u razvoju jezika.